# From Out of Nowhere
«From Out of Nowhere» — четвёртый сингл американской рок-группы Faith No More и первый с их альбома The Real Thing. Также это первый сингл с новым вокалистом Майком Паттоном.
Сингл вышел 30 августа 1989 года и добрался до 23-го места в чартах Великобритании и 83-го места в чартах Австралии. Следующие синглы с альбома — «Epic» и «Falling To Pieces» были порядком успешнее, стали хитами, попав на верхние строчки в гораздо большем количестве чартов.

## Музыкальное видео
Видео было пародией на популярные в то время глэм-метал группы.
Существует две разных версии видео. В первой версии Майк Паттон носит камуфляжные шорты, чёрную майку и черные солнечные очки. Слова пересекают экран несколько раз в течение клипа. Во второй версии Паттон носит шорты и черно-голубой пиджак. Билли Гулд играет на другом басу. В клипе гораздо больше слов. Это версия и была использована как видео-релиз.

## Трек-листы
«Burning Splashes»
1. «From Out of Nowhere» — 3:23
2. «The Cowboy Song» — 5:12
3. «The Grade» — 2:03

«Rising Sun»
1. «From Out of Nowhere» — 3:23
2. «Edge of the World» — 4:10
3. «From Out of Nowhere» (Live at Brixton) — 3:24

«Reissue»
1. «From Out of Nowhere» (Extended Remix)
2. «Woodpecker from Mars» (Live †)
3. «The Real Thing» (Live †)
4. «Epic» (Live †)

† Записано в Норвиче, в 1990 году. Транслировалось на BBC Radio 1 на «Rockshow», 2 марта в 1990. Вся не нормативная лексика закрыта и к концу песни затихают.

## Релизы
| Страна         | Дата              | Версия       |
| -------------- | ----------------- | ------------ |
| Великобритания | 30 августа, 1989  | Оригинальная |
| Япония         | 30 сентября, 1990 | Оригинальная |
| Европа         | 2 мая, 1990       | Переиздание  |